# خورخي باردون
خورخي هيرنيستو باردون غارسيا (بالإسبانية: Jorge Pardón) (4 مارس 1905 في أريكويبا – 19 ديسمبر 1977 في ليما) لاعب كرة قدم بيروفي راحل كان يجيد اللعب في مركز حارس مرمى .
لعب طوال مسيرته الرياضية في أندية ديبورتيفو إنديبيندينسيا (1920-1925) ناسيونال (1926) سيركولو سبورتيفو إيتاليانو (1927) أتلتيكو تشالاكو (1928) سبورتنغ تاباكو (1929-1934) . شارك مع منتخب بيرو في بطولة كأس العالم 1930 في الأوروغواي كما شارك في بطولة أمريكا الجنوبية 1927 في بيرو و 1929 في الأرجنتين .

## وصلات خارجية
- خورخي باردون على موقع الاتحاد الدولي (مؤرشف)  (الإنجليزية)
- خورخي باردون على موقع قاعدة بيانات كرة القدم.إي يو (الإنجليزية)
- خورخي باردون على موقع ناشيونال فوتبول تيمز (الإنجليزية)
- خورخي باردون على موقع Soccerway.com (الإنجليزية)
- خورخي باردون على موقع عالم كرة القدم.نت (الإنجليزية)

- هذا السيرة الذاتية